# Александр Летельє
Александр Летельє (фр. Alexandre Letellier, нар. 11 грудня 1990, Париж, Франція) — французький футболіст, воротар «Парі Сен-Жермен».

## Ігрова кар'єра
Александр Летельє народився у Парижі з десятирічного віку почав займатися футболом в академії столичного клубу «Парі Сен-Жермен». Влітку 2010 року воротар перейшов до клубу «Анже» але перші два роки не міг пробитися до основи. свою першу гру воротар провів лише у серпні 2012 року у матчі Кубка ліги проти «Нанта».
Починаючи з січня 2018 року Летельє грав в оренді. Спочатку це був швейцарський «Янг Бойз». Пізніше воротар грав у «Труа» та норвезькому «Сарпсборг 08». У січні 2020 року Летельє підписав контракт з клубом «Орлеан». Але після того, як «Орлеан» вилетів з Ліги 2 воротар розірвав конртакт і залишив клуб.
Тоді ж Летельє повернувся до свого першого клуба - «Парі Сен-Жермен», з яким в подальшому неодноразово продовжував контракт.

## Титули
Анже
- Фіналіст Кубка Франції: 2016/17

Янг Бойз
 Чемпіон Швейцарії: 2017/18
- Фіналіст Кубка Швейцарії: 2017/18

Парі Сен-Жермен
 Чемпіон Франції (2): 2021/22, 2022/23
- Володар Суперкубка Франції (2): 2022, 2023